# ديكان
الديكان هو أحد الألكانات الهيدروكربونية، وله الصيغة البنائية CH3(CH2)8CH3.
يوجد للديكان 75 متزامر، وجميعهم سوائل قابلة للاشتعال. الديكان أحد مكونات البنزين (وقود), ومثل الألكانات الأخرى فإنه غير قطبي وعلى ذلك فإنه لا يذوب في السوائل القطبية مثل الماء.

## وصلات خارجية
- شهادة بيانات أمان المواد – ديكان
- معلومات كيميائية - ديكان
- 75 متزامر للديكان
- ديكان